# Oidaematophorini
De Oidaematophorini zijn een geslachtengroep van vlinders in de familie van de vedermotten (Pterophoridae).
Deze tribus onderscheidt zich van de Pterophorini door de fissuur van de voorste vleugel, ongeveer overeenkomend met een derde van zijn lengte.

## Geslachten
- Adaina
- Crassuncus
- Emmelina
- Gypsochares
- Hellinsia
- Helpaphorus
- Karachia
- Oidaematophorus
- Paravinculia
- Paulianilus
- Picardia
- Pselnophorus
- Puerphorus
- Setosipennula